# 연안군 (수)
연안군(延安郡)은 수나라 시기에 설치된 중국의 군으로, 현재의 중국 산시성 옌안시의 전신이다.

## 수이전
북위는 동하주(東夏州)를 설치했고 서위는 동하주를 연주(延州)로 개명하고 총관부를 설치했다.

## 수
개황 연간에 총관부를 폐지하고 607년(수 양제 대업 3년) 연안군을 두었다. 11현, 53,939호를 거느렸다.
| 현명   | 한자   | 대략적 위치                     | 비고 |
| ------ | ------ | ------------------------------- | --- |
| 부시현 | 膚施縣 | 옌안시 옌안 혁명기념관 일대     | 연안군이 설치되면서 본래 상군 고노현이 있던 지금의 옌안 시에 복구되었다. 풍림산(豐林山)이 있다. |
| 풍림현 | 豐林縣 | 옌안 시 바오타구 이거진(李渠鎭) | 북위는 광무현(廣武縣)으로 이름짓고 편성군에 소속시켰으나 개황 초에 편성군이 폐지되면서 연안군에 내속되었다. 598년(수 문제 개황 18년) 풍림현으로 개명되었다. 대업 초에 옥야현을 통폐합했다.                                                                   |
| 위평현 | 魏平縣 | 옌안 시 쯔창 현 안정진          | 북위에서 설치해 남쪽으로 옮겨서 설치한 삭방군에 소속되었다. 북주에서 삭방군이 폐지되면서 삭방현, 정화현과 함께 본군에 내속되었다. |
| 금명현 | 金明縣 | 옌안 시 안싸이구 연하만진 일대  | 야관(冶官), 청수(淸水)가 있다. |
| 임진현 | 臨真縣 | 옌안 시 바오타 구 임진진 남     | 서위에서 설치한 신수군과 진천현(眞川縣)이 있었으나 북주에서 모두 폐지되었고 대업 초에 진천현을 통폐합했다. |
| 연천현 | 延川縣 | 옌안 시 옌촨현                  | 서위에서 문안현(文安縣)을 설치해 문안군을 두었다. 개황 초에 문안군이 폐지되면서 연안군의 속현이 되었고 동시에 지금의 이름으로 개명되었다. |
| 연안현 | 延安縣 | 옌안 시 옌창현                  | 서위에서 연안현과 의향현(義鄕縣)을 두었는데, 대업 연간에 의향현을 통폐합했다. |
| 인성현 | 因城縣 | 옌안 시 간취안현 석문향 서북    | 북위대 설치되었다. 북주에서 폐했다가 복구했다. |
| 의천현 | 義川縣 | 옌안 시 이촨 현 추림진          | 서위가 분주(汾州)를 설치하면서 설치한 의천군이 있었다. 분주는 단주(丹州)로 개명되었다. 북주는 단양현(丹陽縣)으로 개명했고 개황 초에 의천군을 폐하면서 의천현으로 개명되었다. 낙천현(樂川縣)을 통폐합했다. 대업 초에 주를 폐하자 운암현(雲岩縣)을 통폐합했다. |
| 분천현 | 汾川縣 | 옌안 시 이촨 현 동북 황하변     | 북주에서 안평현(安平縣)을 분천현으로 개명했다. |
| 함녕현 | 咸寗縣 | 옌안 시 이촨 현 동남            | 서위가 영녕현(永寧縣)에서 태평현(太平縣)으로 개명했고 수나라가 개황연간에 함녕현으로 개명했다. |

## 당
618년(당 고조 무덕 원년), 연안군을 연주총관부(延州總官府)로 바꿨고 군의 동남부(지금의 이촨 현지역)이 단주로 분리되었다. 본부는 부시현, 풍림현, 연천현, 남평주, 북무주, 동하주를 통치했다. 621년(당 고조 무덕 4년), 단주, 광주, 달주로 총관부의 행정권이 확장되었다. 627년(당 태종 정관 원년), 도독부가 폐지되었다가 714년(당 현종 개원 2년)에 복구되었고 단주, 수주, 혼주를 통치했다. 742년(당 현종 천보 원년), 군현제를 실시하면서 연안군으로 개명되었고 758년(당 숙종 건원 원년) 주현제가 재실시되면서 연주로 돌아갔다. 본래 9현, 9,304호, 14,176명을 거느렸으나 천보 연간에는 18,954호, 10,040명으로 인구가 증가했다.
| 현명   | 한자   | 대략적 위치                     | 비고 |
| ------ | ------ | ------------------------------- | --- |
| 부시현 | 膚施縣 | 옌안시 옌안 혁명기념관일대      | 풍림현과 금명현의 일부에서 설치했다. |
| 연장현 | 延長縣 | 옌안 시 옌창 현                 | 619년(당 고조 무덕 2년), 북연주(北連州)로 분리되면서 의향현, 제명현을 속현으로 두었다. 628년(당 태종 정관 2년), 북연주, 의향현과 제명현이 폐지되면서 연안현에 통폐합되었다. 764년(당 대종 광덕 2년) 연장현으로 개명되었다. |
| 임진현 | 臨真縣 | 옌안 시 바오타 구 임진진 남     | 무덕초 동하주에 속했다가 628년 본주로 내속되었다. |
| 부정현 | 敷政縣 | 옌안 시 간취안현 석문향 서북    | 619년 금성진(金城鎭)으로 치소가 옮겨지면서 인성현에서 금성현으로 개명되었고 영주(永州)로 승격되어 금성현, 낙반현(洛盤縣), 신창현(新昌縣), 토퇴현(土塠縣)을 속현으로 두었다. 630년(당 태종 정관 4년) 영주의 치소가 낙원현(洛源縣)으로 옮겨졌다. 634년(당 태종 정관 8년) 낙반현, 신창현, 토퇴현을 통폐합한 다음 금성현까지 통폐합해서 연주의 속현이 되었다. 742년 금성현에서 지금의 이름으로 개명되었다. |
| 금명현 | 金明縣 | 옌안 시 안싸이구 연하만진일대   | 619년 부시현에서 분리신설되면서 복구되었다. 북무주로 분리되었고 개원현(開遠縣), 금의현(金義縣), 숭덕현(崇德縣), 영정현(永定縣), 안의현(安義縣)의 5현을 속현으로 두었다. 628년 북무주와 5개속현이 모두 금명현에 통폐합되었다. |
| 풍림현 | 豐林縣 | 옌안 시 바오타구 이거진(李渠鎭) | 621년 운주로 분리되었고 유림현(榆林縣), 운중현(雲中縣), 용천현(龍泉縣)을 속현으로 두었다. 625년, 운주와 3개현을 통폐합했고 용천현의 일부는 임진현에 통폐합되었다. |
| 연수현 | 延水縣 | 옌안 시 옌촨 현 연수관진        | 619년 연천현은 서화주(西和州)로 분리되어 안인현(安人縣), 수문현(修文縣), 쌍원현(桑原縣)의 3개 현을 속현으로 두었다. 628년 서화주가 폐지되면서 수문현과 쌍원현은 안인현에 통폐합되었고 북기주(北基州)에 소속되었다. 634년 북기주가 폐지되어 연천현에 통폐합되었다. 649년(당 태종 정관 23년), 홍풍현(弘豊縣)으로 개명되었다가 705년(당 중종 신룡 원년) 지금의 이름으로 개명되었다.                       |
| 연천현 | 延川縣 | 옌안 시 옌촨 현                 | 619년 남평주로 분리되어 의문현(義門縣)을 속현으로 두었다. 621년 남평주와 의문현이 통폐합되었다. |
| 연창현 | 延昌縣 | 옌안 시 안싸이 구 평교진        | 619년 북평주(北平州)가 설치되었다가 629년폐지되었다. 636년(당 태종 정관 10년) 폐지된 주에 파교현이 신설되었다. 742년 지금의 이름으로 개명되었다. |
| 혼주   | 渾州   | 옌안 시 안싸이구 연하만진일대   | 연안군 경계에 치소가 있었고 연주절도사가 통치했다. |

## 송
연안부(延安府)로서 영흥군로에 속했다. 중급 도독부로 창무군절도(彰武軍節度)가 파견되었다. 1089년(북송 철종 원우 4년)연주(延州)를 연안부로 승격시켰다 부연로경략안무사(鄜延路經略安撫使)가 이곳에 있으면서 연주, 부주, 단주, 방주, 보안군, 수덕군, 은주의 5주 2군을 통치했던 적이 있었다. 숭녕연간에는 50,926호 169,216명이 살았다. 밀랍과 사향을 공납으로 바쳤다. 7현을 두었다. 그리고 1067년(치평 4년) 수주를 수복하고 희녕연간에 수덕성을 설치하고나서 2개의 성을 쌓았다. 1071년 나울성보(囉兀城堡)와 무녕빈초보(撫寧賓草堡)를 설치했다가 나중에 폐지했다. 1082년, 영락성을 은천채로 개명했으나 얼마후에 폐지했다. 1099년 연안부에 속한 2개성에 수덕군을 신설했는데, 이때 2개성이 모두 수덕군으로 이관되었다.
| 현명     | 한자     | 대략적 위치                        | 현급                               | 비고 |
| -------- | -------- | ---------------------------------- | ---------------------------------- | --- |
| 부시현   | 膚施縣   | 옌안시                             | 中                                 | 1072년에 풍림현을 진으로, 금명현을 채로 격하해 통폐합했다. 금명채, 용안채(龍安砦, 옌안 시 안싸이구 건화진일대), 안새보(安塞堡, 옌안 시 안싸이 구 화자평진)가 있다. 1081년, 서하에게서 새문채(塞門砦)를 수복했다. 1120년에 용안채를 덕안채(德安砦)로 개명했다. |
| 연천현   | 延川縣   | 옌안 시 옌촨현                     | 中                                 | 1075년에 연수현을 진으로 격하시켜 본현에 내속시켰다. 단두채(丹頭砦), 수평채(綏平砦), 회녕채(懷寗砦), 순안채(順安砦), 백초채(白草砦), 영평채(永平砦), 안정보(安定堡), 흑수보(黑水堡)와 영녕관(永寗關)이 있다. 1081년 서하에게서 부도채(浮圖砦)와 의합채(義合砦), 미지채(米脂砦)를 수복했다. 1084년 미지채, 의합채, 부도채, 회녕채, 순안채, 수평채를 수덕군으로 옮겼다. 1099년, 순안채와 백초채, 단두채를 폐지했다. |
| 연장현   | 延長縣   | 옌안 시 옌창현                     | 中                                 | |
| 문산현   | 門山縣   | 옌안 시 이촨 현 북 문산촌          | 中                                 | |
| 임직현   | 臨真縣   | 옌안 시 바오타 구 임진진 남        | 中                                 | |
| 부정현   | 敷政縣   | 옌안 시 간취안현 석문향 서북       | 中                                 | 초안채(招安砦)와 만안채(萬安砦)가 있다. 1099년에 초안채를 역으로 바꿨다. |
| 감천현   | 甘泉縣   | 옌안 시 간취안 현                  | 中下                               | |
| 청간성   | 青澗城   | 위린 시 칭젠현                     | 위린 시 칭젠현                     | 1099년에 수덕성으로 이관시켰다. |
| 수덕성   | 綏德城   | 위린 시 쑤이더현                   | 위린 시 쑤이더현                   | 1099년에 군으로 독립시켰다. |
| 새문채   | 塞門砦   | 옌안 시 안싸이 구 염도만향근처     | 옌안 시 안싸이 구 염도만향근처     | 지도이후에 여로관(與蘆關), 석보채(石堡砦), 안원채(安遠砦)를 모두 폐했다. 1081년 이들을 수복하고 모두 연주 부시현에 소속시켰다. 동으로 진강채(殄羌砦)까지 50리, 서로 평융채(平戎砦)까지 60리, 남으로 안새보(安塞堡)까지 40리, 북으로 오연구까지 90리이다. |
| 평강채   | 平羌砦   | 옌안 시 안싸이 구 평교진           | 옌안 시 안싸이 구 평교진           | 1097년 극호산채(克胡山砦)를 지금의 이름으로 바꿨다. 동으로 정안보(定安堡)까지 60리, 서로 안새보(安塞堡)까지 35리, 남으로 용안채(龍安砦)까지 54리, 북으로 진강채까지 60리이다. |
| 위융성   | 威戎城   | 위린 시 쯔저우현 주가험진일대      | 위린 시 쯔저우현 주가험진일대      | 1097년 승평탑(升平塔)을 지금의 이름으로 바꿨다. 동으로 임하성(臨河城)까지 40리, 서로 위강채(威羌砦)까지70리, 남으로 흑수보(黑水堡)까지 60리, 북으로 국경까지 70리이다. |
| 평융채   | 平戎砦   | 옌안 시 즈단현 북동                | 옌안 시 즈단현 북동                | 1097년 행자하동산(杏子河東山)에 평융채를 설치했다. 동으로 새문채까지 60리, 서로 순녕채(順寧砦)까지 70리, 남으로 원림보(園林堡)까지 51리, 북으로 행자보(杏子堡)까지 40리였다. |
| 개광보   | 開光堡   | 위린 시 쑤이더 현 조가험향남       | 위린 시 쑤이더 현 조가험향남       | 1097년에 만들어지고 1098년에 개광보라 이름지어졌다. 1년뒤에 수덕성으로 이관되었다. |
| 진강채   | 殄羌砦   | 위린 시 징볜 현 청양요진동남일대   | 위린 시 징볜 현 청양요진동남일대   | 1098년 나낭산(那娘山)에서 만들어졌다. 동으로 위강채까지 40리, 서로 새문채까지 50리, 남으로 평강채까지 60리, 북으로 어모성(禦謀城)까지 35리이다. |
| 위강채   | 威羌砦   | 위린 시 딩볜 현 청양차진 동부 일대 | 위린 시 딩볜 현 청양차진 동부 일대 | 1098년 백락취(白洛觜)에서 만들어졌다. 동으로 위융채까지 70리, 서로 진강채까지 40리, 남으로 안정보까지 70리, 북으로 노이보(蘆移堡)까지 70리이다. |
| 어모성   | 禦謀城   | 위린 시 헝산 구 쌍성향 일대        | 위린 시 헝산 구 쌍성향 일대        | 1104년에 축성되었다. 동으로 노이보까지 35리, 서로 국경까지 35리, 남으로 진강채까지 35리, 북으로 국경까지 20리이다. |
| 석보채   | 石堡砦   | 石堡砦                             | 石堡砦                             | 1104년 만들어져서 위덕군(威德軍)이란 이름이 붙었다가 2년뒤에 지금의 이름으로 바꿨다. 송나라초에 둔성은 지도연간에 폐지되었다. 연주 북쪽에 있다. |
| 제융성   | 制戎城   | 制戎城                             | 制戎城                             | 1118년, 부연로천봉산신성(鄜延路天降山新城)을 지금의 이름으로 고쳤다. |
| 노이보   | 蘆移堡   | 위린 시 헝산 현 쌍성향일대         | 위린 시 헝산 현 쌍성향일대         | 동으로 궐정보(屈丁堡)까지 50리, 서로 어모성까지 35리, 남으로 위강채까지 70리, 북으로 국경까지 13리이다. |
| 만안보   | 萬安堡   | 옌안 시 전요만진 남                | 옌안 시 전요만진 남                | 동으로 위융성까지 60리, 서로 노이보까지 40리, 남으로 위강채까지 40리, 북으로 궐정보까지 51리이다. |
| 단두보   | 丹頭堡   | 丹頭堡                             | 丹頭堡                             | 丹頭堡 |
| 청석애보 | 青石崖堡 | 青石崖堡                           | 青石崖堡                           | 青石崖堡 |
| 굴라보   | 窟囉堡   | 窟囉堡                             | 窟囉堡                             | 窟囉堡 |
| 궐정보   | 屈丁堡   | 屈丁堡                             | 屈丁堡                             | 屈丁堡 |
| 신채     | 新砦     | 옌안 시 풍장향일대                 | 옌안 시 풍장향일대                 | |